# Karl August Avenarius
Karl August Avenarius (* 1788 in Kassel; † nach 1831 in Vaál, Ungarn) war ein deutscher Maler und Zeichner. Darüber hinaus war Avenarius auch als Zeichen- und Klavierlehrer tätig.

## Leben
Über das Leben und Werk des aus Kassel stammenden Karl August Avenarius gibt es kaum Informationen. Gesichert ist, dass sich Avenarius vor 1807 in Rom zum Maler ausbilden ließ. Ab 1807 hielt er sich dann in Paris auf, wo er ein Studium an der École des Beaux-Arts begann. Nach 1810 und bis 1820 war er in Siebenbürgen als Porträtmaler sowie als Zeichen- und Klavierlehrer tätig. Von 1820 bis 1831 arbeitete er als Porträtmaler in Pest und Buda, bevor er anschließend ins etwa 40 km entfernte Vaál ging.

## Werke (Auswahl)
- Porträt Graf Lajos Gyulay (vor 1816)
- Vorlage für Kupferstich Porträt des Dichters Ferenc Verseghy von Balázs Höfel (veröffentlicht in Verseghy Ferenc Maradványai és élete, Buda 1825)